# Наварин (броненосец)
«Навари́н» — первый российский броненосец, имевший классическое вооружение из четырёх тяжёлых (305-мм) орудий главного калибра в двух башнях в носу и корме и батареи пушек среднего (152 мм) калибра в центральной части. Он стал четвёртым броненосцем на Балтийском флоте из построенных по принятой в 1881 г. «Двадцатилетней программе», и первым, в проект которого с самого начала закладывалась возможность дальних океанских походов, в том числе и на Дальний Восток. При его создании учитывался как российский опыт (заканчивающийся постройкой броненосца «Император Александр II»), так и европейский — прототипами служили новейшие на то время английские броненосцы типа «Трафальгар».

## Основные характеристики
Фактически постройка начата 1 июля 1889 г., официально заложен 21 мая 1890 г., спущен на воду 8 октября 1891 г. Вступил в строй к лету 1896 г.
Водоизмещение фактическое на испытаниях 10 107 т (проектное 9476 т); длина между перпендикулярами 105,9 м (по другим данным 103,02), ширина наибольшая 20,4 м, углубление по проекту 7,62 м; коэффициент полноты водоизмещения 0,58.
Мощность машин фактическая 9194 л.с. при искусственной тяге (проектная 9000 л.с. при естественной тяге); нормальный запас угля 700 т.
Скорость на испытаниях средняя 15,85 уз, максимальная 16,3 уз.
Вооружение: четыре 305/35-мм орудий в двух башнях (80 снарядов на ствол), восемь 152/35-мм орудий в казематах (125 снарядов на ствол), четырнадцать (по другим данным, восемнадцать) 47-мм и двенадцать 37-мм одноствольных пушек Гочкиса, два 63,5-мм десантных орудия Барановского; шесть надводных 381-мм торпедных аппаратов. В феврале 1896 г. четыре 37-мм пушки были сняты, а шесть 47-мм — добавлены. В 1904 году две 47-мм пушки переместили на крыши башен (их использовали для экономии боеприпасов при обучении стрельбе из главного калибра), ещё две вообще сняли, а вместо них поставили четыре 75-мм орудия Канэ.
Бронирование (сталежелезная броня): пояс по ватерлинии 406—305 мм, нижний каземат (верхний пояс) 305 мм, верхний каземат (батарея) 127 или 127—152 мм, траверзы 406—127 мм, башни (сталеникелевая броня) 305 мм, рубка 254 мм, палуба 51—76 мм.

## Описание конструкции

### Корпус
Корпус корабля набирался из 93 шпангоутов (шпация 1,2 м) и имел с каждого борта шесть стрингеров, один из которых служил одновременно шельфом под броню. Между 20-м и 76-м шпангоутами было предусмотрено двойное дно, между 31-м и 65-м помещались две продольные переборки. Они, а также девять поперечных переборок делили корпус на множество водонепроницаемых отсеков. Для уменьшения качки были установлены два боковых киля длиной каждый около 60 м. Вес корпуса по проекту составлял 3648 т.

### Бронирование
Броненосец был бронирован по системе бронирования — «всё или ничего».
Пояс по ватерлинии длиной 69,5 м имел с каждого борта по 19 сталежелезных плит высотой 2,2 м и длиной от 3 до 4 м (по данным С. В. Сулиги, пояс имел длину 67 и высоту 2,13 м). Плиты в центральной части имели толщину 406 мм, ближе к оконечностям — 356 и 305 мм. В оконечностях пояс замыкался траверзами толщиной 305 мм (шесть плит в носовом и семь — в кормовом).
Выше пояса по ватерлинии шёл нижний каземат или верхний пояс, имевший длину 49,3 м (по данным С. В. Сулиги — 45,7 м) и состоявший применительно к одному борту из десяти сталежелезных плит высотой 2,4 м, длиной от 3,3 до 4,2 м и толщиной 305 мм. Этот пояс также замыкался траверзами (15 плит в носу и 14 в корме) толщиной 152 мм (по данным М. А. Богданова и А. А. Гармашева, носовой траверз имел толщину 305 мм, а кормовой — 254 мм).
Ещё выше, на верхней палубе, располагался верхний каземат, защищавший по всему периметру батарею 152-мм орудий и состоявший из 127-мм сталежелезных плит (по данным С. В. Сулиги, со стороны бортов толщина плит составляла 152 мм). На каждый борт приходилось по семь плит, а на нос и корму — по пять. Между собой орудия разделялись противоосколочными переборками толщиной 25,4 мм.
Карапасная броневая палуба защищала корабль вне пояса по ватерлинии. Она начиналась от траверзов и шла до штевней. Толщина её горизонтальной части составляла 50,8 мм, скосов — 76 мм. Сталежелезные листы (числом 42) бронепалубы укладывались в два слоя и имели общий вес 225 т. С. В. Сулига указывает также наличие плоской палубы толщиной 63,5 мм над нижним поясом и палубы в 50,8 мм над верхним поясом.
Каждая башня защищалась двенадцатью 305-мм сталеникелевыми плитами и слегка выпуклой 50,8-мм крышей.
Боевая рубка состояла из четырёх изогнутых 254-мм сталежелезных листов (по В. В. Арбузову, эти плиты имели толщину 203 мм, что представляется маловероятным, учитывая толщину бронирования башен и пояса) и одного 152-мм, защищавшего узкий вход. Грибовидная крыша имела толщину 50,8 мм.
Всего в вертикальную защиту входило 138 сталежелезных и 24 сталеникелевых плиты, уложенных на деревянной подкладке из лиственницы (её толщина примерно соответствовала толщине самих плит) и закреплённых с помощью 736 болтов. По проекту общий вес бронирования составлял 2807 т (29,3 % от водоизмещения).
Всю броню, кроме четырёх башенных плит с амбразурами, изготовил Ижорский завод. Указанные четыре плиты были заказаны во Франции заводу Сен-Шамона.

### Артиллерийское вооружение
Главный калибр состоял из четырёх 305-мм 35-калиберных орудий производства Обуховского завода, установленных в двух башнях внешним диаметром 7,71 м и высотой от нижнего основания погона до крыши 5,49 м. Зазор между вращающейся частью башен и палубой для защиты от брызг закрывался резиновым мамеринцем. Общая масса башни 169 041 кг.
Вращение башен и наведение орудий в вертикальной плоскости, а также другие операции выполнялись с помощью гидравлики. Углы вертикального наведения составляли от −5° до +15°, горизонтального для носовой башни — 243°, кормовой — 214°. Скорость горизонтального наведения носовой башни достигала 4,6 градусов в секунду, кормовой — 3,5. Скорострельность теоретически достигала одного выстрела за 2 мин 22 с.
Перед уходом в 1896 году в дальнее плавание корабль имел 298 снарядов главного калибра и 450 зарядов.
Средний калибр был представлен восемью 152-мм 35-калиберными орудиями производства Обуховского завода, установленными в каземате. Они устанавливались на бортовых станках Вавассера—Дуброва. В походном положении орудия полностью убирались внутрь батареи, а орудийные порты шириной 1,1 м наглухо задраивались.
При уходе на Средиземное море на броненосце было 1270 снарядов и 1112 заряда.
Противоминная артиллерия включала четырнадцать (по другим данным, восемнадцать) 47-мм и двенадцать 37-мм одноствольных пушек Гочкиса. Восемь 47-мм орудий стояли за высоким фальшбортом на верхней палубе, ещё шесть — на мостиках. Все 37-мм пушки размещались на марсе. Боекомплект к ним включал примерно 26 тысяч патронов.
В феврале 1896 г. четыре 37-мм пушки были сняты, зато добавились шесть 47-мм орудий. В 1904 г. при подготовке к уходу на Дальний Восток в составе 2-й эскадры Тихого океана два 47-мм орудия были перенесены на крыши башен, а ещё два вообще сняты. Вместо них установили четыре 75-мм скорострельных орудия Канэ.
По традиции артиллерийское вооружение дополнялось двумя 63,5-мм десантными орудиями Барановского.

### Минное вооружение
На броненосце имелось шесть 381-мм надводных торпедных аппаратов. Носовой подвижный аппарат, проходящий через форштевень и отстоящий от воды на 2,43 м, мог наводиться в пределах 10°. Четыре бортовых аппарата возвышались над водой на 1,82 м и защищались 305-мм бронёй верхнего пояса. Кормовой торпедный аппарат, установленный в ахтерштевне, был неподвижным. Боезапас состоял из двенадцати 19-футовых самодвижущихся мин Уайтхеда образца 1889 года.
Для вооружения паровых катеров были предусмотрены три съёмных аппарата для метательных мин. Кроме того, катера можно было вооружать шестовыми минами.

### Силовая установка
На «Наварине» стояли две трёхцилиндровые паровые машины тройного расширения. Диаметры цилиндров высокого, среднего и низкого давления составляли соответственно 1030, 1500 и 2190 мм, ход поршней — 1067 мм. При движении экономическим ходом имелась возможность отключить один из цилиндров, что снижало расход угля. Машины были рассчитаны на рабочее давление пара 9,4 атм. и максимальную частоту вращения 100 об/мин. Обе машины весили 354 т.
Пар вырабатывался в двенадцати цилиндрических трёхтопочных огнетрубных котлах диаметром 4,8 м и длиной 2,1 м, установленных в четырёх котельных отделениях (два носовых и два кормовых правого и левого борта). У каждого отделения была своя дымовая труба, что придавало «Наварину» весьма необычный для боевого корабля вид (из-за расположения дымовых труб он получил прозвище «Табуретка»). Максимальное давление пара в котлах могло достигать 14,6 атм. Стенки котлов изготовлялись из стали толщиной от 15 до 28,5 мм и покрывались специальным теплоизоляционным составом, а поверх его обшивались кожухом из «гальванизированного» (оцинкованного) железа толщиной 1,58 мм. Суммарная площадь колосниковых решёток составляла 82,3 м², а нагревательная поверхность — 216 м². Вес котельной установки с фундаментами составлял 415 т, вес воды в котлах — 205 т.
Гребные винты диаметром 5334 мм были изготовлены из фосфористой бронзы и имели по четыре лопасти. Шаг лопастей мог меняться в доке в пределах от 5,18 до 5,49 м.
Общая масса главной энергетической установки с водой, валами, трубопроводами и приспособлениями была равна 1222 т (7,75 % от водоизмещения).
При движении полным ходом на каждую милю сжигалось 418 кг угля, при 10-уз экономическим — около 260 кг. На якорной стоянке для обеспечения повседневных нужд расходовалось около 4 т угля в сутки.

### Электрооборудование
Электроэнергию вырабатывали четыре динамо-машины, установленные на жилой палубе.
Для освещения палуб и внутренних помещений имелись 580 лампочек мощностью по 70 Вт, объединённых в четыре главные электроцепи (боевую, ходовую, постоянную и вечернюю). На надстройках стояло 72 лампы, в помещениях батарейной палубы — 21, жилой — 170, платформы — 98, в трюме — 157. В каждой башне имелось девять лампочек и 14 переносных «бомбовых» фонарей. Артиллерийские погреба освещались специальными переносными крюйт-камерными фонарями (всего 29 штук).
На корабле имелись три 75-см прожектора системы Манжена. Один из них был установлен на марсе грот-мачты на высоте 23,8 м и мог разворачиваться в любую сторону. Два других стояли по бортам за мостиком, причём прожектор правого борта находился над водой в 6,4 м, а левого — в 10,3 м.
На броненосце были установлены также сигнальные фонари Табулевича, электрические указатели положения пера руля системы Колокольцева, телефоны Колбасьева, две лебёдки для подъёма мусора из трюма, 26 звонков громкого боя.

### Судовые устройства и системы
Водоотливная система была подобна используемой на броненосцах типа «Екатерина II».
Рулевое устройство имело паровой привод, отклонявший перо руля на угол до 30° на борт, причём для полного отклонения из нейтрального положения требовалось 30 с. При максимальном отклонении руля и движении полным ходом разворот броненосца на 360° выполнялся за 5 мин 50 с.
Навигационное оборудование включало шесть компасов, установленных в штурманской рубке и на ней (2 шт.), в боевой рубке, у штурвала на верхней палубе и в румпельном отделении. Главный компас находился на ходовом мостике между 56 и 57 шпангоутами на специальной площадке, возвышающейся на 1,2 м над шлюпками. Чтобы минимизировать воздействие на него со стороны металлических частей корабля, вращающиеся раструбы вентиляторов в этом районе были выполнены из меди.

## История службы

### Проектирование, постройка и испытания

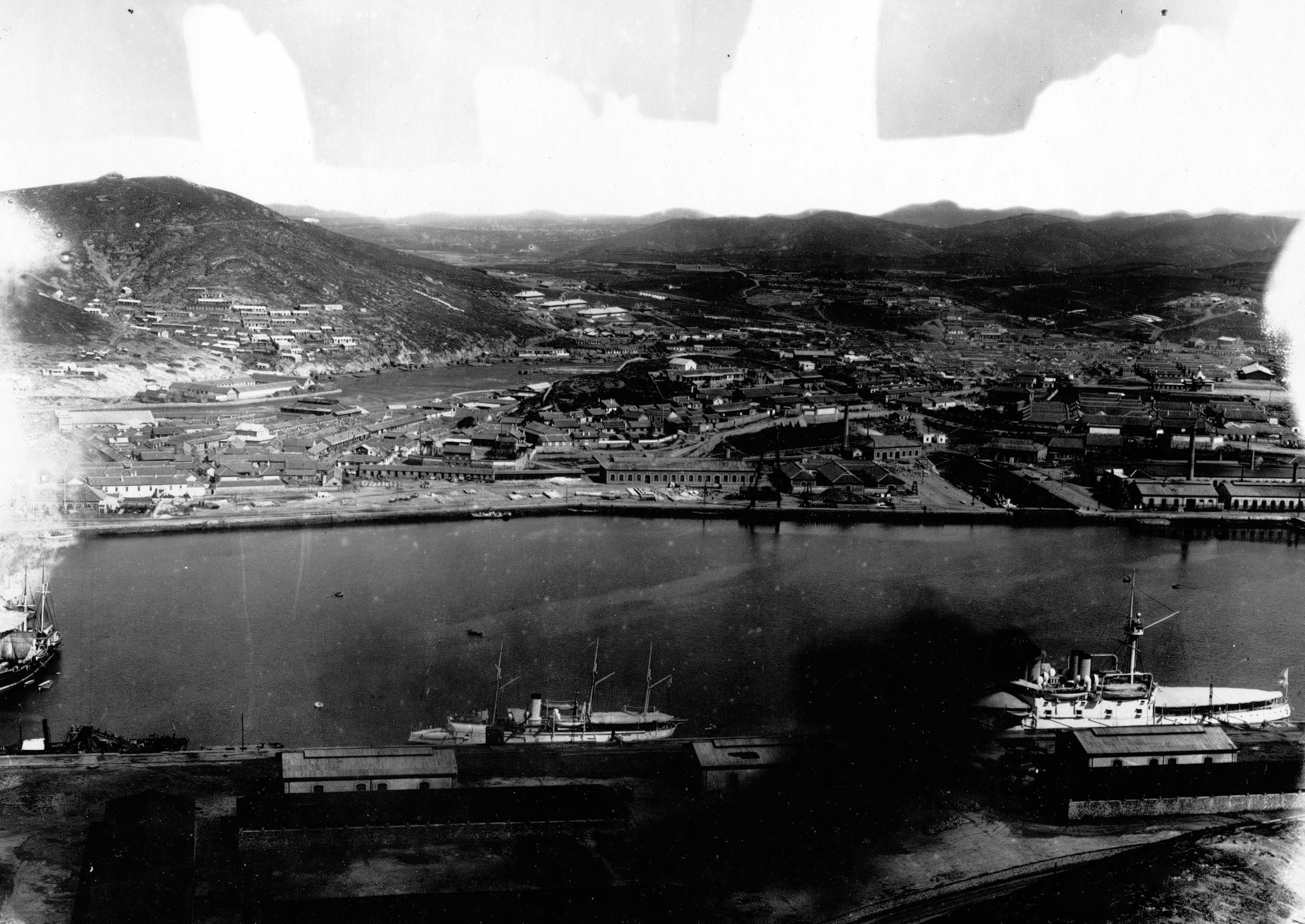
Броненосец «Наварин» в Порт-Артуре

Работа над проектом четвёртого балтийского броненосца 20-летней судостроительной программы началась ещё до начала строительства третьего корабля, в январе 1888 года. Свои варианты разрабатывали Морской технический комитет (МТК), Общество Франко-Русских заводов и известный кораблестроитель Э. Е. Гуляев. Управляющий морским министерством вице-адмирал И. А. Шестаков выдвинул к новому кораблю следующие требования: вооружение как на «Императоре Александре II» (то есть два 305-мм, четыре 229-мм и восемь 152-мм орудий) при как можно меньших размерах, причём скорость разрешалось ограничить величиной 14 уз («Александр II» ходил быстрее 15 уз), а дальность плавания экономическим ходом — 3500 милями.
Главный уполномоченный Общества Франко-Русских заводов П. К. дю Бюи представил проект первым, уже 11 февраля (здесь и далее все даты даны по старому стилю). Предлагаемый им броненосец водоизмещением 6431 т удовлетворял всем предъявляемым требованиям. Несколько позже были готовы и альтернативные разработки. МТК рассмотрел все три проекта 21 мая, через четыре дня их с небольшими изменениями одобрил генерал-адмирал великий князь Алексей Александрович. Однако в это время в Главный морской штаб (ГМШ) поступили сведения о строительстве в Германии новых кораблей типа «Вёрт» водоизмещением свыше 10 тыс. т, вооружённых шестью 280-мм орудиями и имеющими скорость 16 уз. В сравнении с ними русские броненосцы выглядели недопустимо слабыми, и генерал-адмирал распорядился начать создание нового проекта корабля водоизмещением 8000—9000 т с более сильным вооружением, чем у «Александра II», с как можно большей скоростью и бронезащитой, а также с запасом угля, позволяющим при необходимости отправить броненосец в дальнее плавание.
Ровно через четыре месяца разработчики Общества во главе с конструктором П. А. Титовым представили в МТК переработанный проект водоизмещением 9476 т, близкий к новейшим британским броненосцам «Нил». МТК пребывал в нерешительности, не горя желанием отдать заказ частному предприятию, но П. К. дю Бюи сумел заручиться разрешением на заключение контракта от самого императора Александра III, и комитету ничего не оставалось, как утвердить проект.
Строительство корабля началось 1 июля 1889 года во фрегатском эллинге верфи на Галерном островке после спуска на воду броненосца «Император Николай I».
Общество Франко-Русских заводов вело строительство в широкой кооперации с другими российскими предприятиями. Так, весь металл для корпуса поставлял Александровский завод, орудийные башни и всю артиллерию — Обуховский, торпедные аппараты — Путиловский, броню — Ижорский завод.
Официальная закладка состоялась 21 мая 1890 г. одновременно с закладкой крейсера «Рюрик» в присутствии императора Александра III. Командиром строящегося корабля был назначен капитан 1 ранга Вилькен, позже его сменил капитан 1-го ранга Борис Карлович Де-Ливрон.
Спуск на воду был приурочен к 64-й годовщине Наваринского сражения и состоялся 8 октября 1891 г. Контрактная стоимость корпуса корабля без брони, вооружения и механизмов составляла 2,9 млн рублей, стоимость главных механизмов, заказанных принадлежащему Обществу Литейному и механическому заводу, — 1 551 610 руб (из этой суммы 76 240 рублей было удержано в качестве штрафных санкций за срыв сроков готовности машин).
5 октября 1893 г. корабль начал свою первую кампанию, готовясь к переходу в Кронштадт, где его предстояло достраивать. Сам переход состоялся спустя 10 дней, броненосцем к этому времени командовал капитан 1 ранга П. А. Безобразов, а экипаж состоял из 382 человек. В Кронштадте корабль уже ожидала телеграмма морского министерства, требующая незамедлительно приступить к испытаниям (похоже, чиновники за своим бумаготворчеством не замечали, что броненосец ещё далеко не закончен). Естественно, выполнить этот приказ было невозможно. Всю зиму продолжались достроечные работы, и в апреле 1894 года «Наварин» стал флагманом отряда кораблей, назначенных к испытаниям (помимо него, в отряд входили также броненосцы «Гангут» и «Адмирал Ушаков», броненосный крейсер «Рюрик», минные крейсера «Всадник» и «Гайдамак». Отрядом командовал контр-адмирал С. О. Макаров. И адмирал, и все эти корабли, кроме разбившегося на камнях «Гангута», погибнут в русско-японской войне.
14 июня 1894 г. машины «Наварина» были испытаны на швартовах, а 27-го броненосец начал свою вторую кампанию, хотя строительные работы так и не были полностью завершены (не хватало части брони и артиллерии). Ходовые испытания состоялись через два дня, 29 июня. Выяснилось, что машины не развивают контрактной мощности в 9000 л.с. из-за недостаточной паропроизводительности котлов, а та, в свою очередь, вызвана недостаточной тягой. Общество предложило либо увеличить высоту труб (сразу на 10 м), либо установить нагнетающие воздух вентиляторы. Остановились на втором варианте, планируя выполнить необходимые работы к следующему году. После испытаний достройку продолжили. Все работы, кроме установки артиллерии (за поставку которой отвечало Морское министерство), Общество закончило только в ноябре 1894 года, ну а пушки появились лишь летом следующего.
В июле 1894 г. непотопляемость корабля была освидетельствована контр-адмиралом С. О. Макаровым, который по её итогам подал 16-го числа главному командиру Кронштадтского порта неутешительный рапорт:

Броненосец «Наварин» представляет много несовершенства по части непотопляемости. Не вдаваясь в частности, ниже сего я перечисляю лишь главнейшие недостатки и мероприятия по их устранению. Броненосец «Наварин» разделён водонепроницаемыми переборками лишь до жилой палубы, а так как она находится по чертежу на высоте 3 футов от ватерлинии (и то без перегрузки), в случае наполнения какого-либо отсека жилая палуба окажется под водой, которая пойдёт по всему судну. Необходимо некоторые переборки на жилой палубе сделать водонепроницаемыми, и они будут как бы продолжением основных переборок.
Следует водонепроницаемые переборки на 14, 24, 27, 43, 55, 65, 76 и 82 шп. идущими до жилой палубы продлить, сделав переборки выше её на шпангоутах 17, 26, 30, 44, 57, 61, 70 и 83 также водонепроницаемыми.
Продольная переборка также доведена только до жилой палубы. В ней следует заклепать некоторые дублирующие горловины и двери. Штоки управления перепуском воды из магистральной трубы и ответвлений вывести на верхнюю и жилую палубы (с их отпиранием с обеих палуб). Необходимо подкрепить некоторые переборки, так как даже при наливании в отсек воды (переборки у угольных ям) до половины они выгибались.
Ознакомившись со средствами непотопляемости «Наварина», я высказал лишь некоторые замечания и считаю, что в таком виде строить корабли невозможно. Дело случайности, что мне поручено испытание броненосца и то, что до этого я занимался вопросами непотопляемости. В противном случае может произойти так, что «Наварин» останется плавать с перечисленными недостатками. Но даже если всё указанное сделать, то всё-таки броненосец с неопробованными главными переборками не может считаться надёжным судном.
В 1895 году испытания продолжили. Теперь флагманом отряда, который возглавлял бывший командир «Наварина» Б. К. Де-Ливрон, получивший к этому времени чин контр-адмирала, стал броненосец береговой обороны «Адмирал Ушаков». Кроме двух броненосцев, испытания проходил броненосный крейсер «Рюрик» и миноносцы № 119 и 120.
«Наварин» начал кампанию 12 сентября. 23-го числа состоялась заводская проба машин, которые обслуживали в основном заводские рабочие. Давление пара удалось довести до 130 фунтов на квадратный дюйм, машины развили по 90 оборотов в минуту, однако, несмотря на то, что они «работали плавно и не грелись», броненосец развил чуть более 15 уз скорости (при проектировании исходили из достижения 16-уз хода). На шестичасовых испытаниях 29 сентября удалось достичь скорости 16,3 уз при водоизмещении 10 107 т (перегрузка составляла 631,4 т, из которых 274 т приходилось на корпус, 308 т — на механизмы, 12 т — на броню, 30 т — на артиллерию и 7 т — на снабжение). 10 ноября состоялись официальные испытания. На этот раз при мощности 9194 л.с. (давление пара 135 фунтов, 94 оборота в минуту) была показана средняя скорость 15,85 уз и максимальная 16,14 уз.
После испытания машин корабль ушёл в Ревель, где провели торпедные стрельбы. Затем вернулись в Кронштадт и 14 декабря окончили кампанию. Достройка продолжилась (в частности, установили броню боевой рубки). Новшеством для русского флота стала система управления артиллерией с помощью электрических указателей, спроектированная лейтенантом Степановым. В феврале 1896 г. первой модернизации подверглась артиллерия: были сняты четыре 37-мм пушки, а с палубных тумб — оба десантных 63,5-мм орудия Барановского, взамен которых поставили шесть 47-мм одноствольных пушек.
Перед началом новой кампании артиллерия была наконец-то сдана «в казну», и корабль реально вступил в строй.

### На Средиземном море
10 мая 1896 года корабль начал свою третью кампанию. В этот же день на нём поднял свой флаг контр-адмирал П. П. Андреев, назначенный командующим отрядом судов в Средиземном море. В поход броненосец вышел 11 июля. Им командовал капитан 1 ранга П. А. Безобразов, на борту находилось 616 офицеров и матросов, 450 зарядов и 290 снарядов к 305-мм орудиям, 1116 зарядов и 1232 снаряда к 152-мм и 24 160 патронов к малокалиберным пушкам. Вместе с «Навариным» на Средиземное море уходили броненосец «Император Александр II», минный крейсер «Посадник» и миноносцы № 119 и 120.
7 августа отряд прибыл в Киль. Затем последовали заходы в Кристиансанн и гавань Портленд, а 27-го корабли бросили якорь в Кадисе. Через неделю они пришли в Алжир, а затем и в Пирей. Выйдя 10 сентября из Пирея, «Наварин» на пути в бухту Мерсин на Малоазиатском полуострове произвёл успешную пробную стрельбу из всех торпедных аппаратов.
Через пять дней на обратном пути в Пирей броненосец попал в семибалльный шторм (ветер доходил до 10 баллов). Волны свободно гуляли на баке и юте и сильно били в порты 152-мм орудий, однако в батарейную палубу протекло лишь незначительное количество воды. Качка доходила до 27° на борт. Сильно пострадали дельные вещи из дерева. Водяными потоками сорвало все 16 крышек красного дерева со светлых машинных люков, и через них в машину начала проникать вода. Одновременно с мостика снесло ящик с принадлежностями от орудия Гочкиса и выдавило несколько иллюминаторов в кают-компании.
Простояв в Пирее до 13 октября, «Наварин» ушёл на о. Крит в Суду, где простоял в качестве стационера до 3 ноября. Во время стоянки один раз выходили на учебные стрельбы из 152-мм и малокалиберных орудий. К этому времени обрастание подводной части в тёплых водах Средиземного моря стало заметно сказываться на скорости: идя при 65 оборотах винтов в минуту, корабль делал всего около 11,2 уз вместо положенных 12 уз.
С 6 ноября по 12 декабря броненосец находился в Смирне, а затем опять ушёл в Пирей, около которого произвёл торпедные стрельбы. 1897 г. встречали у о. Порос.
Начало 1897 года ознаменовалось межэтническими столкновениями на Крите, грозившими вылиться в войну между Грецией и Турцией. Остров был блокирован международными силами, в которые вошли и корабли русского флота. Блокада затянулась на несколько месяцев. За это время «Наварин» успел проверить дальность действия 75-см прожекторов Манжена: в достаточно ясную ночь луч от прожектора на топе грот-мачты был направлен на одну из гор, ясно осветив стоявший на вершине монастырь. Расстояние от корабля до горы составляло примерно 4,3 мили. Удалось также осуществить успешную светосигнальную связь на расстоянии в 22 мили с броненосцем «Император Александр II»: вспышки прожекторов, достигая облаков, образовывали хорошо заметные пятна.
21 мая блокада была снята, и обросший «Наварин» пошёл для докования в австро-венгерский порт Пола. По пути занимались торпедными стрельбами. После докования ходовые качества значительно улучшились: при четырёх работающих котлах корабль развил скорость 12,5 узлов — на один узел больше, чем при ходовых испытаниях на Балтике. Оставшуюся часть года корабль провёл в учебных плаваниях по Средиземному морю.
В декабре на состоявшемся в Петербурге «Особом совещании» определились с развитием российского флота: приоритетным был признан Тихий океан, где Япония быстро наращивала свою военную мощь, явно нацеливая её против России. Было принято решение иметь в составе эскадры Тихого океана, формально входившей в состав Балтийского флота, десять броненосцев и множество кораблей других классов, большую часть из которых ещё предстояло построить. В качестве неотложной меры решили отправить на Дальний Восток «Наварин» и «Сисой Великий».

### Мирные годы на Дальнем Востоке
Переход на Тихий океан начался в первых числах января 1898 года. Под командованием капитана 1-го ранга Йениша на борту «Наварина» находилось 608 человек экипажа, в погребах хранились 259 305-мм и 1149 152-мм снарядов. Таким образом, за время средиземноморского плавания был сделан 31 выстрел из орудий главного калибра и 103 — из шестидюймовок.
В Порт-Саиде для того, чтобы подойти к Суэцкому каналу, пришлось выровнять имевшийся дифферент на корму, для чего уголь из кормовых ям был выгружен на баржи, а снаряды из кормовых погребов перенесли на бак. Перед входом в канал снаряды и уголь были водворены на место. Командир рассчитывал также пополнить запасы топлива и воды и заказал их портовым властям Порт-Саида, но те решили воспользоваться суматохой, обычно сопутствующей подготовке к проходу каналом, и обмануть моряков, отпустив лишь часть заказанного. Обман, однако, сразу же раскрылся, и от приёма запасов отказались. По этой причине не удалось сразу проследовать из Суэца в Коломбо: за углём и водой зашли в Аден.
29 января «Наварин», имевший более высокую экономическую скорость, нагнал ушедший со Средиземного моря на несколько дней раньше броненосец «Сисой Великий», и дальнейшее плавание эти два корабля продолжили вместе.
Во время пятидневной стоянки в Коломбо прочистили все котлы и заменили в них воду, а команда смогла отдохнуть от непрерывной жары. Как выяснилось, корабль был плохо приспособлен для плавания в таком климате: даже в артиллерийских погребах температура иногда поднималась до 42 градусов.
3 февраля оба русских броненосца совместно с двумя немецкими крейсерами вышли из Коломбо и взяли курс на Пенанг. У Малаккского пролива корабли разделились: немцы пошли в Сингапур, а русские — в Пенанг, где очередной раз погрузили уголь. Во время стоянки произошёл любопытный эпизод, так описанный в рапорте командиром «Наварина»:
Во время стоянки в Пенанге ко мне приехал младший уполномоченный султана северной части Суматры и подал письменную просьбу о принятии владений этого султана под протекторат России. На моё указание, что Суматра принадлежит Голландии, малаец отвечал, что во владениях его султана нет ни одного голландца и что война, которую те ведут на прибрежной полосе острова, истощает только обе стороны. Поступить же под протекторат России султан желает потому, что ему известно хорошее отношение русского царя к своим подданным-мусульманам. Конечно же, я ничего не пообещал этому малайцу.
15 февраля корабли вышли из Пенанга и через два дня пришли в Сингапур, где простояли менее суток. Рано утром 20 февраля встретились в море с возвращавшимся в Россию броненосным крейсером «Адмирал Нахимов», на который передали почту.
Проведя несколько дней в Гонконге, броненосцы направились к конечной точке своего маршрута — арендованному Россией у Китая Порт-Артуру. В начале апреля 1898 года корабли пополнили Тихоокеанскую эскадру, в составе которой до этого было лишь несколько крейсеров, канонерских лодок и миноносцев. Поскольку Порт-Артур был крайне слабо оборудован, корабли эскадры для докования и проведения сколько-нибудь серьёзного ремонта должны были ходить во Владивосток или Нагасаки.
Последующее время «Наварин», как и другие корабли, проводил в учёбе и стационерной службе в разных дальневосточных портах. Эта размеренная жизнь была нарушена вспыхнувшим в 1899 году в Китае боксёрским восстанием. Летом этого же года у целого ряда офицеров, а также у трёх матросов — вестовых офицерской кают-компании возникла желудочная болезнь. 26 августа большая часть больных была переведена в береговой госпиталь в Нагасаки, где 4 сентября старший инженер-механик Григорьев умер. Остальных больных удалось вылечить. Поскольку болезнь затронула только тех, кто имел доступ к офицерской пище, командир капитан 1 ранга Иениш предположил, что причиной её стали отравленные продукты.
Из Нагасаки, забрав из госпиталя выздоравливающих офицеров, корабль отправился в Пусан, а оттуда — во Владивосток. На последнем переходе 8—9 сентября броненосец попал в сильный шторм, во время которого возникли поломки в рулевом приводе, а также была повреждена палубная настилка. Сам корабль, согласно рапорту командира, держался на волнении хорошо.
С 28 мая 1900 года «Наварин» в составе отряда контр-адмирала М. Г. Веселаго участвовал в перевозке в Таку десантных отрядов, предназначенных для действий в составе международных сил против участников боксёрского восстания. В сентябре броненосец в составе международной эскадры штурмовал Шанхай-Гуань, где его десантная партия потеряла четырёх человек убитыми и девятерых ранеными.
Позднее «Наварин» неоднократно бывал в Шанхай-Гуане в качестве стационера. 13 января 1901 года на нём получили приглашение немецкого крейсера «Герта» принять участие в предстоящем на следующий день салюте в честь дня рождения кайзера Вильгельма II, а через несколько часов от британского стационера «Буэнавентура» узнали о кончине королевы Виктории. Чтобы соблюсти на следующий день приличия, связанные с двумя столь разными событиями, командир русского броненосца, а за ним и командиры других иностранных кораблей, стоявших в Шанхай-Гуане, приняли весьма оригинальное решение. Утром после подъёма Андреевского флага «Наварин» приспустил его и поднял на грот-мачте британский, послав на «Буэнавентуру» офицера с официальным выражением соболезнований. За четверть часа до полудня британский флаг был спущен, а кормовой Андреевский — поднят до места. В полдень на грот-мачте подняли германский флаг, а корабль украсили флагами и произвели императорский салют из 21 залпа. После этого все флаги были вновь спущены, а на грот-мачте опять поднят британский. Вслед за этим «Наварин» принял участие в траурном салюте из 81 залпа с минутными промежутками — по числу лет жизни королевы Виктории. Аналогичным образом поступили и корабли других держав. Англичане вместе со всеми салютовали кайзеру, ну а немцы салют по почившей британской королеве произвели на следующий день, когда все корабли вновь стояли с приспущенными флагами. А 16 января салютовали 21 залпом в связи с восшествием на английский престол наследного принца Альберта Валлийского — короля Эдуарда VII.
Дальнейшая служба корабля в дальневосточных водах протекала спокойно. Лишь 12 октября 1901 года была упущена вода из одного из котлов, и он вышел из строя. Проведённое расследование показало, что непосредственной причиной происшествия послужила халатность кочегаров, эксплуатировавших котёл с засорённым водомерным стеклом, из-за чего они не могли контролировать уровень воды. Кроме того, обнаружилось, что и вахтенный механик относился к своим обязанностям спустя рукава: не получив положенного по уставу рапорта от котельного квартирмейстера, он не озаботился выяснением причин этого нарушения, а во время вахты ни разу не зашёл в котельное отделение проверить работу своих подчинённых. Приказом командующего морскими силами Тихого океана генерал-адъютанта Е. И. Алексеева от 14 января 1902 года командиру броненосца было объявлено замечание, старшему механику Петрову 3-му — выговор; нёсший в момент порчи котла вахту младший инженер-механик Михаил Жуков был подвергнут недельному аресту на корабле с приставлением часового, кочегарный квартирмейстер Маренов — усиленному аресту на корабле на 8 суток, а кочегары Волголупов и Мирзов, непосредственно обслуживающие котёл — аресту на 20 суток. Стоимость ремонта — 1320 рублей 54 копейки (очень крупная по тем временам сумма) — взыскивалась с указанных трёх нижних чинов.
К концу 1901 года эскадра Тихого океана пополнилась рядом новых кораблей, а ещё несколько, включая броненосцы «Ретвизан» и «Победа», должны были в скором времени прибыть на Дальний Восток. Поэтому давно находившиеся здесь корабли, включая и «Наварин», стали готовить к переходу на Балтику для капитального ремонта. Идущая в Россию эскадра контр-адмирала Г. П. Чухнина покинула Порт-Артур 12 декабря 1901 года.

### В русско-японской войне
22 апреля 1902 года вернувшийся с Тихого океана броненосец бросил якорь в Либаве, и на нём сразу же произвели традиционный смотр. Комиссия нашла, что механизмы корабля не имеют серьёзных дефектов, а котлы после замены некоторых трубок и прочеканки можно эксплуатировать ещё пять лет. После смотра корабль включили в Учебно-артиллерийский отряд, а зиму «Наварин» провёл в Либаве.
1 мая 1903 года на корабле, стоявшем без артиллерии среднего калибра, подняли вымпел и снова включили в состав Учебно-артиллерийского отряда взамен поставленного на ремонт старого броненосца береговой обороны «Адмирал Грейг». 18 мая в составе отряда (в него входили также броненосцы береговой обороны «Генерал-адмирал Апраксин», «Адмирал Ушаков» и «Адмирал Лазарев») «Наварин» перешёл в Кронштадт. Командовавший отрядом контр-адмирал Д. Г. Фелькерзам считал необходимым поставить «Наварин» на серьёзный ремонт в Кронштадте, поскольку порт Александра III (Либавский) не мог его выполнить, однако к его мнению не прислушались, и до 15 сентября корабль находился в кампании, участвуя в учебных стрельбах.
Кампания 1903 года показала наличие дефектов в механизмах. Так, машины плохо отрабатывали задний ход, трюмные центробежные помпы работали с перебоями. Кроме того, выяснилось, что многие площадки двойного дна имеют дыры, то есть утратили водонепроницаемость. Тем не менее, на испытаниях в октябре корабль при 11 работающих котлах развил ход 15,5 узлов, хотя в котлах вновь возникли небольшие течи. По настоянию главного механика «Наварин» ушёл не в Либаву, а в Кронштадт, где был детально обследован комиссией МТК. Она пришла к выводу, что вполне надёжные котлы постоянно текут «оттого, что на „Наварине“ нет насосов для взмешивания воды, и при медленной разводке пара их корпуса нагреваются неравномерно, что даёт незначительную деформацию и течь». Решили, что установка насосов для циркуляции воды позволит избежать течи, однако нашли желательным всё-таки заменить котлы, что и предложили сделать Обществу Франко-Русских заводов. Однако частный завод отказался от не слишком выгодного заказа, и менять котлы поручили казённому Балтийскому заводу, который как раз приступал к аналогичным работам на броненосце «Император Александр II». Из-за этого замена котлов была запланирована лишь на зиму 1904—05 гг., а пока одновременно с повторной чеканкой котлов начали ремонтировать башни и станки орудий, а сами пушки отправили на Обуховский завод. Позже, одновременно с заменой котлов, предполагалось заменить старые шестидюймовки на новые скорострельные пушки Канэ.
Однако началась русско-японская война, и неутешительные вести с Дальнего Востока заставили срочно готовить к отправке на театр военных действий дополнительные силы, куда включили и стоявший без пушек и с разобранными машинами «Наварин». В мае на него вернули старую, но всё же отремонтированную артиллерию, сняли со спардека четыре 47-мм орудия (два из них установили на крышах башен) и установили вместо них четыре 75-мм скорострелки Канэ. Одновременно начали монтаж немагнитной (медной) походной рубки: все эти годы корабль проплавал со стальной рубкой, из-за которой у главного магнитного компаса наблюдался «застой картушки до 1,5 румба». Были заменены мачты (фок-мачта теперь имела высоту 40 м от воды, а грот-мачта — 45,7 м), а стоящие на них прожекторы перенесли на мостик. Установили также беспроволочный телеграф. По просьбе командира старые опреснители заменили на новые системы Круга, дающие в час 20—25 т воды. В восьми котлах полностью заменили дымогарные трубки и топки, отремонтировали остальные котлы и механизмы. Все работы были завершены к середине июня.
Утром 19 июня на корабль прибыла комиссия, и он вышел на испытания. В три часа дня обороты машин довели до 86 в минуту и шли таким ходом час с четвертью. В 16 часов в цилиндре низкого давления правой машины появился стук. Машину остановили, крышку сняли и обнаружили, что он был вызван одной из гаек поршня. Под неё подложили прокладку, гайку завернули и испытания продолжили. К 18 часам вечера обороты вновь довели до 86, а через полчаса — до 92. Пройдя таким ходом 10 минут, закончили испытания. При средней осадке 8 м и достигнутой мощности 7540 л.с. при 92 оборотах винтов корабль достиг скорости 14,8 уз (из этих испытаний неясно, была ли данная скорость предельной или, что представляется более вероятным в свете испытаний 1903 года, механизмы в преддверии похода попросту не стали насиловать, что было чревато поломками и задержкой с уходом на Тихий океан).
23 июня «Наварин» был включён во 2-й броненосный отряд, командовать которым назначили контр-адмирала Д. Г. Фелькерзама. В отряд вошли также броненосцы «Ослябя» (флагман) и «Сисой Великий» и броненосный крейсер «Адмирал Нахимов». В начале июля готовые к походу корабли стали на Большом Кронштадтском рейде, где и простояли до 10 августа. В этот день в Петергофе на совещании было принято окончательное решение об отправке эскадры. 29 августа она перешла в Ревель, где простояла ещё около месяца. После прощального царского смотра корабли на несколько дней зашли для пополнения запасов угля в Либаву и 2 октября покинули Россию.
Весь путь «Наварин», которым командовал капитан 1 ранга барон Бруно Александрович фон Фитингоф 1-й, проделал в кильватер «Сисою Великому». 14 мая 1905 года в таком же составе отряд вошёл в Цусимский пролив. Над «Ослябей» по-прежнему развивался контр-адмиральский флаг, хотя Д. Г. Фелькерзам умер за несколько дней до этого, и отрядом фактически командовал командир «Осляби» капитан 1 ранга В. И. Бэр, о чём на эскадре практически никто не знал.
В начавшемся около 13 ч 30 мин Цусимском сражении старый броненосец серьёзных повреждений не получил: свой огонь японцы концентрировали на более современных кораблях. Тем не менее, попадания в него были. Первый снаряд попал ещё в начале боя в левый борт в районе носового торпедного аппарата; позже два крупных снаряда попали с правого и левого бортов в корму, полностью разрушив кают-компанию и вызвав пожар, скоро потушенный. Весьма опасными были две пробоины около ватерлинии, через которые проникало большое количество воды. Их удалось заделать досками и мешками с цементом, и поступление воды существенно уменьшилось. Некоторые повреждения были причинены надстройке, а вот осколки попавшего в фор-марс снаряда тяжело ранили командира, и его унесли в операционный пункт. В командование кораблём вступил старший офицер капитан 2-го ранга В. Н. Дуркин. Потерь в личном составе корабль почти не понёс: помимо Б. А. Фитингофа, в операционной находилось всего около 20 человек. В заключительной фазе артиллерийского боя в «Наварин» попало ещё несколько снарядов, была сбита одна труба, а крен достиг 5°, однако, когда во главе эскадры стал младший флагман контр-адмирал Н. И. Небогатов на броненосце «Император Николай I», увеличивший ход до 13—14 узлов, «Наварин», к этому времени стоявший третьим в линии после «Орла», последовал за всеми.
В наступившей темноте начались атаки миноносцев. На всех русских кораблях, кроме «Наварина», где сознательно, а где вынужденно (из-за повреждений) не пользовались прожекторами, и лишь один «Наварин» освещал море, периодически выхватывая из тьмы то японский миноносец, то один из своих кораблей. Некоторое время он ещё держался в составе колонны, однако на высокой скорости вода заливала его всё сильнее, а через некоторое время лопнул паропровод в одной из кочегарок, что лишило корабль сразу трёх котлов, и он быстро отстал.
Первая из японских торпед попала в район кормы, и корабль, застопорив машины, сильно осел, так что вода доходила до кормовой башни. Позже в среднюю часть правого борта попала ещё одна торпеда, и «Наварин» начал медленно валиться на правый борт. Через несколько минут, когда из-за крена стрельба стала невозможной, с левого борта подошёл миноносец и выпустил ещё одну торпеду. Через минуту после третьего взрыва броненосец затонул.
Из 681 члена экипажа спастись удалось только троим. Сигнальщик Иван Седов был подобран наутро японским миноносцем, а на следующий день на крейсере «Касуга» он был переправлен в Сасебо. Два других спасшихся моряка — кочегар П. Т. Деркач и матрос С. Д. Кузьмин — были подобраны в 2 часа дня английским пароходом, который позже задержала японская канонерка и доставила в Сасебо. Однако заставить английского капитана выдать русских моряков японцы не смогли и в конце концов отпустили пароход, который привёз их в Шанхай и сдал русскому консулу. Что интересно, С. Д. Кузьмин в своих показаниях говорит о том, что японцы стреляли по спасавшимся на обломках русским морякам, а днём мимо них прошёл на высокой скорости японский контрминоносец, от поднятой которым волны многие, ещё державшиеся на воде, утонули.
Из-за гибели всех офицеров и почти всех нижних чинов нельзя с полной достоверностью узнать характер повреждений, полученных «Навариным» в бою. Так, капитан 2 ранга Н. Н. Коломейцев, командир миноносца «Буйный», пишет (и Новиков-Прибой в «Цусиме» повторяет за ним), опираясь на слова сигнальщика Ивана Седова, что одна из машин корабля была подбита в бою, и он шёл только на одной, что совершенно невероятно, ведь корабль некоторое время успешно держал ход не менее 13 узлов (на одной машине из-за сильного разворачивающего момента идти быстрее примерно 6-7 уз. технически невозможно). Кроме того, по этим показаниям выходит, что погиб «Наварин» около 11 часов вечера 14 мая, а со слов двух других спасшихся выходит, что примерно на три часа позже.

## Общая оценка проекта
При вступлении в строй «Наварин» был сильнейшим кораблём русского флота, однако сразу оказался устаревшим по сравнению с кораблями других флотов, прежде всего британского. Одной из причин было использование в качестве прототипов уже сошедших на воду кораблей без попыток значительно улучшить их характеристики, другая причина — долгое строительство.
Одним из важнейших недостатков «Наварина» стала недостаточная скорость: даже послуживший прототипом «Трафальгар» показал на испытаниях 17,2 уз против 15,85—16,3 у русского корабля (хотя по результатам испытаний на Средиземном море после докования в Поле, «Наварин» мог идти несколько быстрее; кроме того, английская и русская методики испытаний отличались, причём английские цифры показывали предельно достижимый ход в идеальных условиях, а русские — достигаемый в реальной эксплуатации). На момент проектирования такой ход ещё мог считаться достаточным, однако на рубеже веков уже было немало броненосцев, способных реально идти на 17 уз. Недостаточная скорость особенно отрицательно сказывалась при действиях в составе эскадры.
Другой крупный недостаток — недостаточная прочность и малая высота водонепроницаемых переборок, доходивших только до жилой палубы. В случае затопления одного из водонепроницаемых отсеков, как отмечал в своём рапорте контр-адмирал С. О. Макаров, корабль мог получить большой крен или дифферент, из-за которого эта палуба погрузилась бы в воду, и тогда остановить распространение воды стало бы крайне сложно. Подобные недостатки были свойственны тогда многим кораблям всех флотов мира. В России серьезно подходить к обеспечению непотопляемости стали лишь после гибели в результате навигационной аварии броненосца «Гангут».
Другим просчётом русских проектировщиков стало недостаточное количество орудий среднего калибра. Хотя оно (восемь 152-мм пушек) превышало таковое у «Трафальгара» (шесть 120-мм), однако к моменту вступления «Наварина» в строй англичане уже располагали восемью броненосцами типа «Ройял Соверен» с батареей из десяти орудий, а в дальнейшем количество среднекалиберных пушек ещё более увеличилось, достигая порой 18 стволов. Кроме того, пушки «Наварина» были нескорострельными, что почти исключало их использование против миноносцев (на одновременно строившемся броненосном крейсере «Рюрик» установили новые 152-мм скорострельные пушки Канэ).
Ещё один недостаток — слабая противоминная артиллерия. Хотя на начало 1890-х годов батарея из трёх десятков 47- и 37-мм пушек Гочкиса была вполне достаточной, но уже к концу века из-за увеличившихся размеров миноносцев такие пушки стали малоэффективными. На более поздних балтийских броненосцах «Сисой Великий» и типа «Полтава» слабость малокалиберной артиллерии компенсировалась наличием скорострельного среднего калибра, а у «Наварина» — нет.
Установка орудий главного калибра в неуравновешенных башнях (центр масс которых не совпадал с осью их вращения) затрудняла их наведение на цель, а также создавала крен при развороте башен на борт. После «Наварина» все русские корабли строились только с уравновешенными башнями. А вот устаревшие 35-калиберные 305-мм орудия главного калибра не были таким большим недостатком, как нередко представляется. По баллистическим характеристикам они не слишком сильно уступали более новым 40-калиберным пушкам и вполне могли нанести существенный урон неприятелю (достаточно вспомнить, что самый удачный русский выстрел во время Цусимского сражения был сделан из ещё более старой 30-калиберной двенадцатидюймовки броненосца «Император Николай I», а самый удачный русский выстрел за всю войну произвело также устаревшее 203-мм 35-калиберное орудие крейсера «Рюрик»). Применявшийся для стрельбы дымный порох также не был большой проблемой: его вполне можно было заменить на соответствующее количество нового бездымного, что в ряде случаев и было успешно сделано. По имеющимся свидетельствам, в Цусимском сражении «Наварин» стрелял дымным порохом, но это уже организационный, а не технический вопрос.
А вот отсутствие броневого пояса по всей длине ватерлинии было более существенным недостатком. На момент проектирования скорострельных пушек среднего калибра с мощными фугасными снарядами ещё не было, но их появление в 1890-х годах сразу сделало все корабли с подобной схемой бронирования (а их было очень много) значительно более уязвимыми. Длина пояса на «Наварине» была в общем не такой уж и маленькой, и он был далеко не худшим кораблём в этом плане.
«Наварин» был сравнительно низкобортным кораблём, что ухудшало его мореходные качества. На более поздних русских броненосцах этот недостаток исправили.
Еще одним недостатком был бич тогдашнего мирового судостроения — строительная перегрузка, хотя «Наварин» пострадал от неё не настолько сильно, как некоторые другие корабли. Примерно такую же перегрузку имел и «Трафальгар».
Несмотря на все недостатки, «Наварин» получился довольно неплохим кораблём, который мог достаточно успешно сражаться с сильными противниками. Его гибель, как и гибель других русских кораблей во время русско-японской войны, стала следствием не столько конструктивных недостатков, сколько объективным превосходством  более современных кораблей, которые в массовом порядке были построены для Японии на верфях Британской империи.